# NO MORE PAIИ
NO MORE PAIИ – piąty album japońskiej grupy KAT-TUN wydany 16 czerwca 2010 roku przez J-One Records. Album został wydany w dwóch edycjach: limitowanej z płytą DVD oraz regularnej, która posiada dodatkową piosenkę "Hello". Edycje poza liczbą i zawartością płyt różnią się również okładkami.

## Wydanie albumu
W pierwszym tygodniu od wydania albumu został on sprzedany w liczbie 154 096 egzemplarzy. Album zadebiutował na 1. miejscu listy Oricon przez co grupa KAT-TUN stała się pierwszą (w ciągu ostatnich 9 lat), której 5 kolejnych albumów osiągnęło szczyt listy. Wcześniej taki sukces osiągnął duet KinKi Kids w latach 1996-2001. Album w pierwszym miesiącu od wydania osiągnął status złotej płyty. Do końca 2010 roku album sprzedał się w liczbie 182 563 kopii.

## Single
- "Love yourself ～君が嫌いな君が好き～" — Pierwszy singiel, który został wydany w 3 edycjach: 2 limitowane edycje zawierające różne teledyski(Jedna teledysk do piosenki tytułowej "Love yourself ～君が嫌いな君が好き～", zaś druga do utworu "THE D-MOTION") i edycji regularnej. Singiel zadebiutował na 1. miejscu notowania Oricon i w pierwszym tygodniu sprzedał się w liczbie 354 231 egzemplarzy, a łącznie w liczbie 439 736[4].

- "Going!" — Drugi singiel wydany został w 3 edycjach: 2 limitowanych edycji(pierwszej CD+DVD i drugiej CD zawierającej dwa dodatkowe utwory "I don't miss U"(solowy utwór Koki Tanaki i "Answer" (solowy utwór Nakamaru Yūichiego). Singiel sprzedał się do końca roku w liczbie  282 901 egzemplarzy, tym samym otrzymując status platynowej płyty[5].

## Lista utworów
1. "N.M.P." (MASANCO / SEAN-D; Rap Lyrics: JOKER) –  3:52
2. "Love yourself ～君が嫌いな君が好き～" (ECO; Rap Lyrics: JOKER) – 3:50
3. "FARAWAY" (MASANCO) – 4:07
4. "THE D-MOTION" (ECO; English Lyrics co-ordinated by JIN AKANISHI – 3:53
5. "RIGHT NOW" (ECO; Rap Lyrics: JOKER) – 3:47
6. "ROCKIN' ALL NITE" (MASANCO; Rap Lyrics: JOKER) – 3:55
7. "Going!" (ECO; Rap Lyrics: JOKER) – 4:06
8. "SWEET"1 (N) – 4:16
9. "LOVE MUSIC"2 (Taguchi Junnosuke) – 4:28
10. "MAKE U WET ～CHAPTER2～"3 (JOKER) – 3:35
11. "RABBIT OR WOLF?"4 (Ueda Tatsuya) – 3:55
12. "FILM"5 (Yūichi Nakamaru / T-OGA) – 4:12
13. "PROMISE SONG" (KATSUHIKO KUROSU) – 5:25
14. "HELLO"6 (M.U.R. / SEAN-D) – 3:31

 1 2 3 4 5 Kazuya Kamenashi, Junnosuke Taguchi, Koki Tanaka, Tatsuya Ueda i Yūichi Nakamaru – solówki w ww. kolejności.
6 Tylko regularna edycja.